# János Szily
János Szily (Felsőszopor, 20 agosto 1735 – Szombathely, 2 gennaio 1799) è stato un vescovo cattolico ungherese e mecenate delle arti.

## Biografia
Nacque nel 1735 a Felsőszopor da padre cattolico e da madre luterana. Dopo gli studi ginnasiali e liceali a Sopron, presso i Gesuiti, Szily intraprese la carriera ecclesiastica, che lo portò, tra il 1755 e il 1758, a frequentare il Collegio Germanico-Ungarico di Roma, dove si distinse per "pietate in Deum" e "optimo ingenio".
In questi anni romani divenne amico del futuro cardinale Herzan. Tra il 24 settembre e il 17 dicembre 1757 fu ordinato subdiacono e quindi diacono dal cardinale Mattei nella basilica del Laterano.
Ritornato quindi in patria, il 3 settembre 1758 fu ordinato sacerdote e, successivamente, divenne segretario di Ferenc Zichy, vescovo di Győr.
Il 6 marzo 1775 fu nominato dalla regina Maria Teresa vescovo di Tenin, ricevendo il 24 aprile la conferma pontificia e il 28 maggio dello stesso anno la consacrazione per le mani del vescovo Ferenc Zichy. Fu anche preposto della cattedrale di Győr. A quegli anni risale anche un gruppo di opere di carattere pedagogico e normativo.
La regina Maria Teresa il 17 febbraio 1777, con la conferma da parte di papa Pio VI il 23 giugno 1777, lo nominò vescovo di Szombathely. Si insediò sulla sua nuova cattedra, alla presenza del principe primate József Batthyány, il 20 agosto 1777, nel giorno del suo compleanno, che coincideva con quello della festa di santo Stefano primo re d'Ungheria.
Giunto a Szombathely, l'antica città romana di Savaria, si mise subito al lavoro, nel segno di un privilegiato rapporto con Roma antica e moderna.
Per prima cosa il vescovo Szily commissionò al grande studioso di storia antica Stephan Schönwisner gesuita (1738-1818), la realizzazione di una storia generale di Savaria-Szombathely (pubblicata a Pest nel 1791 in nove volumi con il titolo di "Antiquitatum et historiae Sabariensis ab origine usque ad praesens tempus").
Poi, con l'aiuto di modelli artistici italiani (inviati dal suo agente romano Bartolomeo Pinto Poloni), si impegnò in importanti realizzazioni architettoniche: la demolizione delle fortificazioni in rovina, il seminario (eretto tra il 1777 e il 1780), l'episcopio (costruito tra il 1780 e il 1783) e la cattedrale (edificata tra il 1791 e il 1797).
Per l'esecuzione di questi edifici, si avvalse dell'opera dell'architetto Melchior Hefele (1716-94) e dei pittori Stephan Dorffmaister (1729-97), Franz Anton Maulbertsch (1724–96), Josef Winterhalder (1743-1807) e Anton Spreng (1770-1845) e Alexander Mayer.
Szily aiutò molto le minoranze ungheresi, come i tedeschi, i croati e i sloveni, fondò scuole e donò una grande somma a Miklós Küzmics, che così poté tradurre la Bibbia in prekmuro, un dialetto della lingua slovena. La traduzione della Bibbia forma lo standard della lingua prekmura.

## Opere
- Prodigium principum cui coelum duos praemisit nativitatis prodromos angelum et protomartyrem sive Sanctus Stephanus rex Hungariae cujus magisterio facta est discipula veritatis, quae diu fuerat magistra erroris. Dictione panegyrica celebratus dum Tyrnaviae sub titulo Divi hujus regis erectus, ac devotus illi alumnatus annuis eundem tutelarem suum honoribus prosequeretur. A. s. 1759, die 20. Aug., Tyrnaviae, 1759
- Tanitása, melyet népéhez tartott, midőn ujjon felállított szombathelyi megyéjébe először belépett 1777, Győr, 1777
- Publicatio jubilaei particularis pro haereditariis regnis et provinciis Austriacis a summo pontefice Romano Pio VI. per sex hebdomades anno 1795. concessi in diaecesi Sabariensi, Sabariae, 1795

## Genealogia episcopale
La genealogia episcopale è:
- Cardinale Sigismund von Kollonitz
- Vescovo Ferenc Zichy
- Vescovo János Szily